# レヴァイアサン (空母)
レヴァイアサン (HMS Leviathan, R97) は、イギリス海軍のマジェスティック級航空母艦。1943年10月18日にスワン・ハンター社で起工し、1945年6月7日に進水した。しかしながら第二次世界大戦の終了に伴い建造は中断された。姉妹艦と異なり、レヴァイアサンは完成することなく、主機は機関室火災によって主機を失ったオランダ海軍のカレル・ドールマン（元イギリス海軍のヴェネラブル ）をアルゼンチン海軍が購入してベインティシンコ・デ・マヨとして修理した際に転用され、船体はスクラップとして廃棄された。
ただ、この機関は転用当初よりあまり調子が良くなかったといわれており、後のフォークランド紛争においてベインティシンコ・デ・マヨの行動に悪影響を与えている。